# 寺嶋宗一郎
寺嶋 宗一郎（てらしま そういちろう、1892年（明治25年）11月5日 - 1969年（昭和44年）1月5日）は、日本の社会運動家、政治家。初代大阪府枚方市長、同市名誉市民。

## 経歴
大阪府交野郡山田村中宮（のち北河内郡山田村、現枚方市）で生まれる。小学校高等科1年を修了した。
1919年、大阪砲兵工廠の職工に採用され、農業も営んだ。農民運動に加わり、1922年、日本農民組合（日農）山田支部の結成、農民学校の開設を行う。1925年、日農大阪府連が設立し常務書記兼主筆に就任。日本労農党に入党し、山田村会議員、枚方町会議員、大阪府会議員などを務めた。
戦後、日本社会党に入党。1946年4月の第22回衆議院議員総選挙で大阪府第2区（当時）から諸派として立候補したが落選。1947年、枚方町長に就任。同年8月1日、市制が施行され初代枚方市長に就任。1955年4月29日に市長を退任。1959年5月1日、再度枚方市長に就任し、通算四期務めて、1967年4月30日に退任。この間、公設市場の再設置、市民病院の設立、衛生研究所の設置、教育施設の整備、市道の整備、水道事業の拡充、下水道の整備など、戦災からの復興と市の基盤整備に尽力した。1968年に名誉市民となった。